# Francis Dolan
Francis Dolan es un deportista estadounidense que compitió en vela en la clase Star. Ganó dos medallas en el Campeonato Mundial de Star, oro en 1963 y plata en 1964.

## Palmarés internacional
| Campeonato Mundial | Campeonato Mundial       | Campeonato Mundial | Campeonato Mundial |
| Año                | Lugar                    | Medalla            | Clase              |
| ------------------ | ------------------------ | ------------------ | ------------------ |
| 1963               | Chicago (Estados Unidos) | Medalla de oro     | Star               |
| 1964               | Boston (Estados Unidos)  | Medalla de plata   | Star               |